# Government House (îles Malouines)

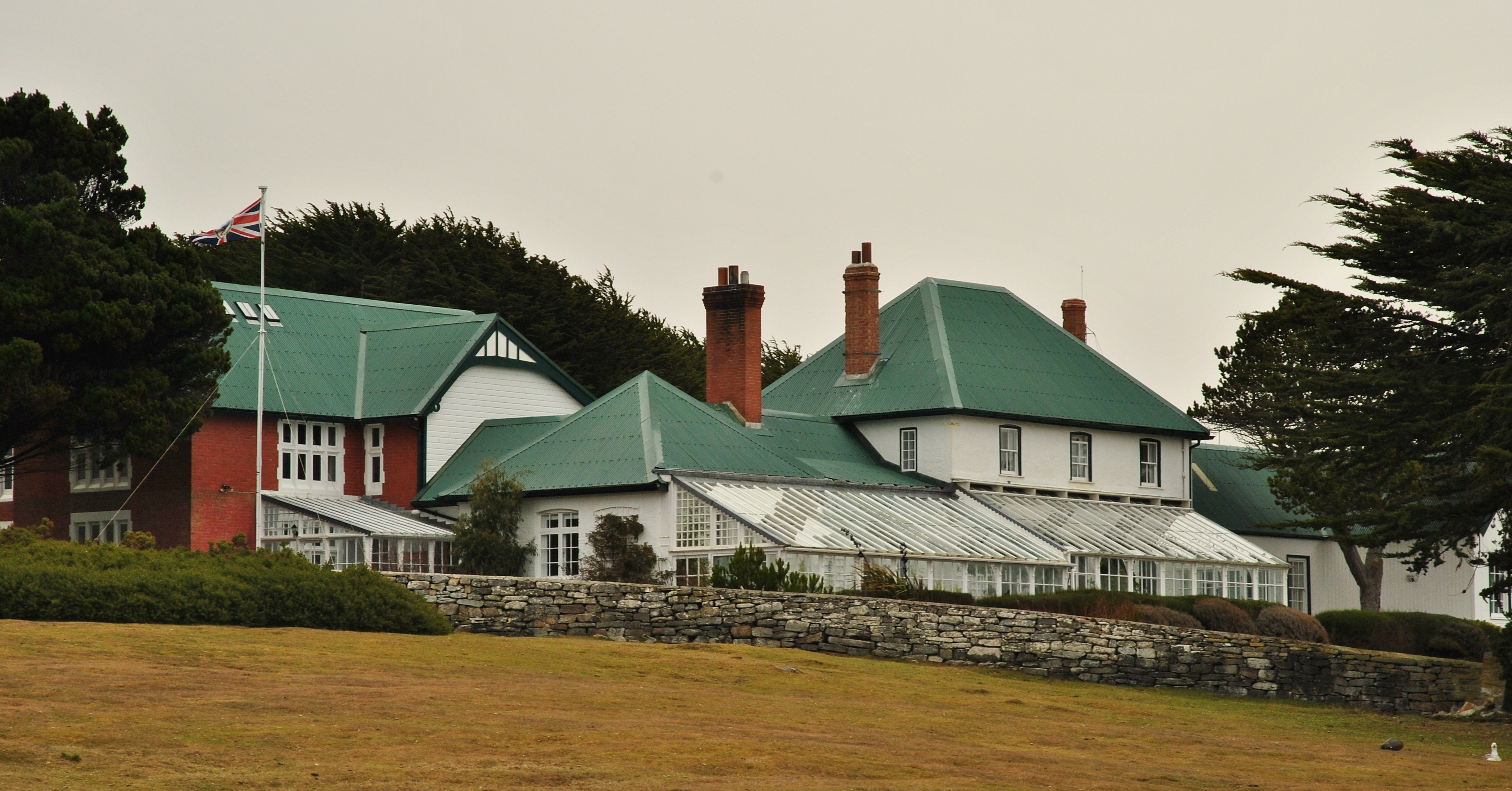
Government House à Stanley.

Government House à Port Stanley est la résidence officielle des gouverneurs des îles Malouines et commissaires de Géorgie du Sud et des Îles Sandwichs, nommés par le gouvernement britannique depuis le milieu du XIXe siècle. Le bâtiment a été construit en 1845.
L'Encyclopædia Britannica (1911) l'a mentionne, à l'article Falkland Islands (îles Malouines) : « Government House, grise, aux murs de pierre et recouverte d'ardoises, elle évoque un presbytère dans les îles Shetland ou Orcades. »

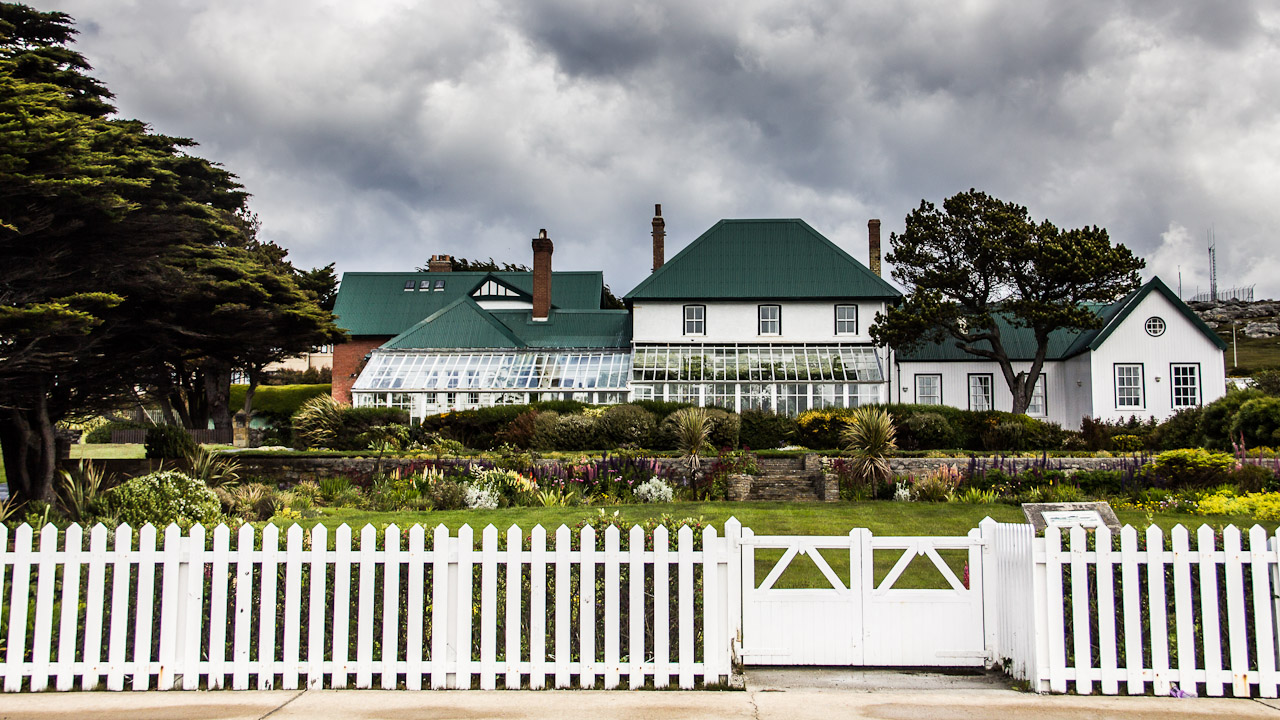
Entrée de Government House.

Sir Ernest Shackleton y séjournera lors de sa célèbre expédition. Apparemment , il aurait décrit son séjour sur place comme « bien plus froid que tout le temps passé sur la glace »[réf. nécessaire]. Que ces propos se rapportent à l'accueil qu'il a reçu ou la température sur place est pas clair.
Il s'agit d'un Monument classé.
Il est le théâtre d'une importante bataille lors de invasion argentine des îles Malouines, au début du mois d'avril 1982.